# Músicos, poetas y locos (Los Pericos)
Músicos, poetas y locos es un álbum recopilatorio de la banda de reggae argentina Los Pericos, lanzado el año 2003.

## Lista de canciones
1. Jamaica Reggae
2. El ritual de la banana
3. Movida rasta fari
4. Nada que perder
5. La pachanga
6. Corazón de brujas
7. Hace lo que quieras
8. Me late
9. Eu vi chegar
10. Waitin
11. Mucha experiencia
12. Parate y mira
13. Runaway
14. Su galan
15. No me pares
16. Caliente
17. Boulevard
18. Sin cadenas
19. Pupilas lejanas
20. Monkey man.